# Оливия Родриго
Оливия Изабел Родриго (родена на 20 февруари 2003 г.) е американска актриса певица и автор на песни от филипински произход. Тя е известна с ролите си на Пейдж Олвър в „Пейдж и Франки“ и Нини Салазар-Робъртс в гимназиалния мюзикъл на Дисни+. През януари 2021 г. Оливия Родриго издава дебютния си сингъл „Drivers License“, който оглавява класациите в много страни, включително и в САЩ.
На 64-те годишни награди "Грами" тя е номинирана в седем категории, включително за най-добър нов изпълнител, албум на годината за Sour, запис на годината и песен на годината за "Drivers License". Списание "Time" я обявява за „Артист на 2021 г.“, а "Billboard" - за „Жена на годината“ през 2022 г., което я прави първия азиатско-американски изпълнител, получил този приз. Участва в сериал на Disney, "Бизардварк". През 2023 излизат синглите ѝ „bad idea right?“ и „vampire“. На осми септември 2023 г. излиза вторият ѝ студиен албум GUTS , който е последван от Делукс Версията GUTS (spilled) ,която излиза на 22 Март 2024 г. На 66-те годишни награди ,,Грами” е номинирана в шест категории, включително за Албум на Годината за GUTS , песен на годината и запис на годината, но не печели нито една. 

## Дискография

### Студийни албуми
- SOUR (2021)
- GUTS (2023) ; GUTS (spilled) (2024)

1. ↑  Olivia Rodrigo and Joshua Bassett's Relationship Timeline //   Посетен на 12 юни 2024 г. (на английски)